# Linognathus tibialis
Linognathus tibialis är en insektsart som först beskrevs av Piaget 1880.  Linognathus tibialis ingår i släktet Linognathus och familjen nötlöss. Inga underarter finns listade i Catalogue of Life.